# Arthroleptella subvoce
Arthroleptella subvoce é uma espécie de anfíbio da família Petropedetidae.
É endémica da África do Sul.
Os seus habitats naturais são: matagais mediterrânicos e pântanos.
Está ameaçada por perda de habitat.